# Funicolo spermatico
Il funicolo spermatico è il peduncolo del testicolo. Del diametro di 1 cm, si estende per 14 cm dal margine posteriore del testicolo all'orifizio addominale del canale inguinale. In parte decorre nello scroto, in parte nel canale inguinale che attraversa mediante i due anelli inguinali. Questo canale è molto importante da evidenziare per la possibilità di formazione delle ernie inguinali.

## Morfologia
Ha una consistenza molle ed è costituito da:
- canale deferente, accompagnato dall'arteria e dalla vena deferenziali
- vasi sanguigni (deferenziali, testicolari e dall'arteria cremasterica), vasi linfatici
- nervi (plesso deferenziale, plesso testicolare, rami genitali dei nervi ileoinguinale e genitofemorale)
- legamento vaginale del peritoneo
- paradidimo (incostante)
- muscolo cremastere interno.

Il funicolo spermatico è rivestito da tre tonache, che dalla più profonda alla più superficiale sono: la tonaca vaginale comune o tonaca spermatica interna, che può essere considerata come la diretta continuazione della fascia trasversale; il muscolo cremastere o tonaca eritroide, costituito da fascetti del muscolo obliquo interno; la fascia cremasterica o tonaca spermatica esterna, che può essere vista come un prolungamento della fascia di rivestimento superficiale dell'addome, che riveste la superficie esterna del muscolo obliquo esterno.